# Euscelidia venusta
Euscelidia venusta là một loài ruồi trong họ Asilidae. Euscelidia venusta được Dikow miêu tả năm 2003. Loài này phân bố ở vùng nhiệt đới châu Phi.